# Pessoas envolvidas na operação de transporte do Meteorito de Bendegó para o Museu Nacional
Lista de pessoas que estiveram direta ou indiretamente envolvidas no transporte do Meteorito de Bendegó para o Museu Nacional, de acordo com a transcrição do relatório sobre o Meteorito de Bendegó sendo realizada no Wikisource.
| Trabalho                                                                                         | Nome                                | Lugar                                  | Ref.   |
| ------------------------------------------------------------------------------------------------ | ----------------------------------- | -------------------------------------- | ------ |
| Senador e Ministro e Secretario d’Estado dos Negocios da Agricultura, Commercio e Obras Publicas | Antonio da Silva Prado              | Província de S. Paulo                  | [ 1 ]  |
| Senador e Ministro e Secretario d’Estado dos Negocios Estrangeiros e ex-Ministro da Agricultura  | Rodrigo Augusto da Silva            | Província de S. Paulo                  | [ 1 ]  |
| Senador pela provincia do Piauhy, presidente da Sociedade de Geographia do Rio de Janeiro        | Marquez de Parauguá                 | Piauí                                  | [ 1 ]  |
| Militar/Chefe da comissão                                                                        | José Carlos de Carvalho             | Rio de Janeiro                         | [ 2 ]  |
| Engenheiro civil                                                                                 | Vicente José de Carvalho Filho      | Exemplo                                | [ 2 ]  |
| Engenheiro civil                                                                                 | Humberto Saraiva Antunes            | Exemplo                                | [ 2 ]  |
| Diretor do Prolongamento da Estrada de Ferro da Bahia                                            | Dr. Luiz da Rocha Dias              | Bahia                                  | [ 3 ]  |
| Superintendente da Estrada de Ferro da Bahia ao S, Francisco                                     | Sr. Richard Typlady                 | Bahia                                  | [ 4 ]  |
| Dono do vapor Arlindo                                                                            | Sr. Claudio Arcolon De Vicenzi      | Bahia                                  | [ 4 ]  |
| Comandante do Arlindo                                                                            | Sr. José Francisco de Oliveira      | Bahia                                  | [ 4 ]  |
| Sr. Barão do Guahy                                                                               | Joaquim Elísio Pereira Marinho      | Bahia                                  |        |
| Descobridor do meteorito                                                                         | Joaquim da Motta Botelho            | Bahia (1784)                           | [ 5 ]  |
| Governador Geral da Bahia                                                                        | D. Rodrigo José de Menezes          | Bahia (1784)                           | [ 5 ]  |
| Capitão-mór de Hapicurú                                                                          | Bernardo Carvalho da Cunha          | Bahia (1785)                           | [ 5 ]  |
| Ministro de Estado                                                                               | Martinho de Mello e Castro          | Portugal (1785)                        | [ 6 ]  |
| Cientista comissionado                                                                           | A. F. Mornay                        | Bahia (1810)                           | [ 6 ]  |
| Secretário da Sociedade Real de Londres                                                          | Dr. Wollaston                       | Londres (1810)                         | [ 6 ]  |
| Brigadeiro                                                                                       | Felisberto Caldeira                 | Bahia (1811)                           | [ 7 ]  |
| Naturalista                                                                                      | Spix                                | Cientista alemão vai ao Bendegó (1820) | [ 7 ]  |
| Naturalista                                                                                      | Martius                             | Cientista alemão vai ao Bendegó (1820) | [ 7 ]  |
| Exemplo                                                                                          | Fickentscher                        | (1820)                                 | [ 7 ]  |
| Professor                                                                                        | J. D. Dana                          | ?                                      | [ 7 ]  |
| Coronel                                                                                          | Gibbs                               | Analisou o meteorito em 1824           | [ 7 ]  |
| Descobridor                                                                                      | D. Rubin de Cellis                  | Argentina e Bahia                      | [ 8 ]  |
| Descobridor                                                                                      | Pallas                              | Sibéria                                | [ 8 ]  |
| Diretor da secção de geologia do Museu Nacional                                                  | Orville A. Derby                    | Rio de Janeiro (1883)                  | [ 8 ]  |
| Engenheiro da comissão do rio S. Francisco                                                       | Dr. Theodoro Sampaio                | Bahia (1883)                           | [ 8 ]  |
| Diretor do Museu Nacional                                                                        | Ladsláo Netto                       | Rio de Janeiro (1886)                  | [ 8 ]  |
| Imperador                                                                                        | D. Pedro II                         | Brasil                                 | [ 9 ]  |
| Exemplo                                                                                          | Sr. Marquez de Paranaguá            | Exemplo                                | [ 10 ] |
| Princesa Imperial                                                                                | D. Isabel                           | Brasil                                 | [ 9 ]  |
| Presidente de Monte Santo                                                                        | João Capistrano Bandeira de Mello   | Bahia                                  | [ 11 ] |
| Presidente da Câmara Municipal                                                                   | João Cordeiro de Andrade            | Bahia                                  | [ 11 ] |
| Juiz de paz                                                                                      | Cesar Balarmino Cordeiro de Andrade | Bahia                                  | [ 11 ] |
| Subdelegado                                                                                      | Bertholino Neves da Silva           | Bahia                                  | [ 11 ] |
| Lente adjunto da Faculdade de Medicina da Bahia                                                  | Dr. João Fillemont Fontes           | Bahia                                  | [ 11 ] |
| Exemplo                                                                                          | Alvaro Ferreira de Carvalho         | Exemplo                                | [ 11 ] |
| Exemplo                                                                                          | Lucas Araujo dos Santos             | Exemplo                                | [ 11 ] |
| Capitão                                                                                          | Antonio Joaquim da Silva Lima       | Exemplo                                | [ 11 ] |
| Exemplo                                                                                          | Manoel Fernandes de Menezes         | Exemplo                                | [ 11 ] |
| Negociante                                                                                       | Reynaldo Aurelio Tupinambá          | Exemplo                                | [ 11 ] |
| Negociante                                                                                       | Antiocho Juvencio de Andrade        | Exemplo                                | [ 11 ] |
| Coletor                                                                                          | João de Alencar Lima                | Exemplo                                | [ 11 ] |
| Coletor                                                                                          | Pedro Correia de Macedo             | Exemplo                                | [ 11 ] |
| Coletor                                                                                          | João Ferreira de Mattos             | Exemplo                                | [ 11 ] |
| Coletor                                                                                          | Quintino Dias Leite                 | Exemplo                                | [ 11 ] |
| Coletor                                                                                          | Benedicto José Perreira             | Exemplo                                | [ 11 ] |
| Coletor                                                                                          | Antonio Rodrigues de Sant'Anna      | Exemplo                                | [ 11 ] |
| Coletor                                                                                          | João Mendes da Motta                | Exemplo                                | [ 11 ] |
| Coletor                                                                                          | Joaquim Venancio da Motta           | Exemplo                                | [ 11 ] |
| Coletor                                                                                          | João Venancio da Motta              | Exemplo                                | [ 11 ] |
| Coletor                                                                                          | Manoel Ignacio Semgrosar            | Exemplo                                | [ 11 ] |
| Coletor                                                                                          | José Alves de Jesus                 | Exemplo                                | [ 11 ] |
| Coletor                                                                                          | José Ferreira Canario               | Exemplo                                | [ 11 ] |
| Coletor                                                                                          | Manoel Mendes da Silva              | Exemplo                                | [ 11 ] |
| Coletor                                                                                          | José Mendes da Motta Filho          | Exemplo                                | [ 11 ] |
| Coletor                                                                                          | José Mendes da Motta                | Exemplo                                | [ 11 ] |
| Coletor                                                                                          | Joaquim Mendes Coelho               | Exemplo                                | [ 11 ] |
| Coletor                                                                                          | Juvenal Ferreira Coelho             | Exemplo                                | [ 11 ] |
| Coletor                                                                                          | Francisco Mendes Dantas             | Exemplo                                | [ 11 ] |
| Coletor                                                                                          | Tietre Alves de Carvalho            | Exemplo                                | [ 11 ] |
| Juiz municipal                                                                                   | Francisco Martins Fontes            | Bahia                                  | [ 11 ] |
| Engenheiro                                                                                       | Caetano Furquim de Almeida          | Dirige as oficinas dos Aramarys        | [ 12 ] |
| Cientista                                                                                        | Sr. William Lutz                    | Cientista do Imperial Observatório.    | [ 13 ] |

## Fonte
- Meteorito de Bendegó (relatório) Wikisource